# لئونید کراوچوک
لئونید ماکاروویچ کراوچوک (اوکراینی: Леонід Макарович Кравчук؛ زادهٔ ۱۰ ژانویهٔ ۱۹۳۴ –درگذشتهٔ ۱۰ مهٔ ۲۰۲۲) سیاست‌مدار، اقتصاددان و نخستین رئیس‌جمهور اوکراین پس از استقلال این کشور از شوروی بود.
وی که دانش‌آموخته دانشگاه ملی تاراس شفچنکو کیف می‌باشد، اولین رئیس‌جمهور اوکراین از سال ۱۹۹۱ تا ۱۹۹۴ که استعفا داد.
و نهمین رئیس پارلمان اوکراین از ۱۹۹۰ تا ۱۹۹۱ بوده‌است.

## دوران کودکی
وقایع جنگ تأثیر شگرفی بر سرنوشت بستگان قهرمان ما و خود او گذاشت.
ماکار کراوچوک، پدر او، یک سواره نظام تندرو سابق ارتش لهستان و یک کارگر مزرعه از استعمارگران لهستان، در سال ۱۹۴۴ به ارتش سرخ بسیج شد و پس از مدت کوتاهی جنگید، در همان سال سر خود را در بلاروس گذاشت.
مادر دوباره ازدواج کرد و به همراه ناپدری خود موفق شد لئونید را بزرگ کند. آنها زندگی بدی داشتن و لئونید در فقر بزرگ شد، خود لئونید کراوچوک به یاد آورد که تا اولین برف پابرهنه راه رفت. با این حال، سختی‌ها فقط شخصیت رئیس‌جمهور آینده را سخت‌تر کرد.

## سال‌های تحصیل
لئونید کراوچوک پس از ترک مدرسه به شهر نقل مکان کرد و وارد مدرسه فنی تعاونی ریون شد. به گفته خودش، همراه با هم شاگردی‌هایش اتاقی را بدون هیچ گونه امکانات رفاهی اجاره کرده‌است. سپس در سال ۱۹۵۳، پس از فارغ‌التحصیلی از دانشکده فنی با ممتاز، حق ورود به دانشکده اقتصاد در دانشگاه دولتی کیف را بدون آزمون دریافت کرد.
تحصیل در آنجا نیز آسان نبود، بورس تحصیلی ۲۴ روبل بود (با این حال، ناهار در غذاخوری دانشجویی ۵۰ کوپک هزینه داشت!). برای زنده ماندن، دانش‌آموزان شبانه برای تخلیه واگن‌های ماهی منجمد به کارخانه فرآوری ماهی در مجاورت رفتند. رئیس‌جمهور آینده لئونید کراوچوک در یک خوابگاه در اتاقی برای ۱۲ نفر زندگی می‌کرد، اما در همان زمان موفق به تحصیل عالی شد و بورسیه تحصیلی افزایش یافت - به اندازه ۳۰ روبل.

## زندگی شخصی
در دانشگاه، لئونید همچنین با همسر آینده خود تونیا آشنا شد. آن‌ها وجه اشتراک زیادی داشتند: هر دو بدون پدر بزرگ شدند، از دانشکده فنی با نمرات ممتاز فارغ‌التحصیل شدند و بدون آزمون وارد دانشگاه شدند.
بعدها تغییرات عمده‌ای در کشور آغاز شد و آن‌ها دانشجویان کیف را به جریان خود جذب کردند. هنگامی که توسعه زمین‌های بکر آغاز شد، لئونید و تونیا، پس از سال سوم، به منطقه کوستانای قزاقستان رفتند، جایی که او مجبور شد به عنوان راننده تراکتور کار کند و تا اواخر پاییز در یک چادر سرد بخوابد. پس از بازگشت از سرزمین‌های بکر، لئونید و تونیا ازدواج کردند.

## مرگ
در ۱۰ مهٔ ۲۰۲۲، یکی از اعضای خانواده به خبرگزاری اوکراین گفت که لئونید کراوچوک پس از یک بیماری طولانی در سن ۸۸ سالگی درگذشت. مقامات ناشناس در کیف و همچنین آندری یرماک، رئیس دفتر ولودیمیر زلنسکی، رئیس‌جمهور اوکراین، مرگ او را نیز تأیید کردند.